# Maria Josepha Barbara Ochsner

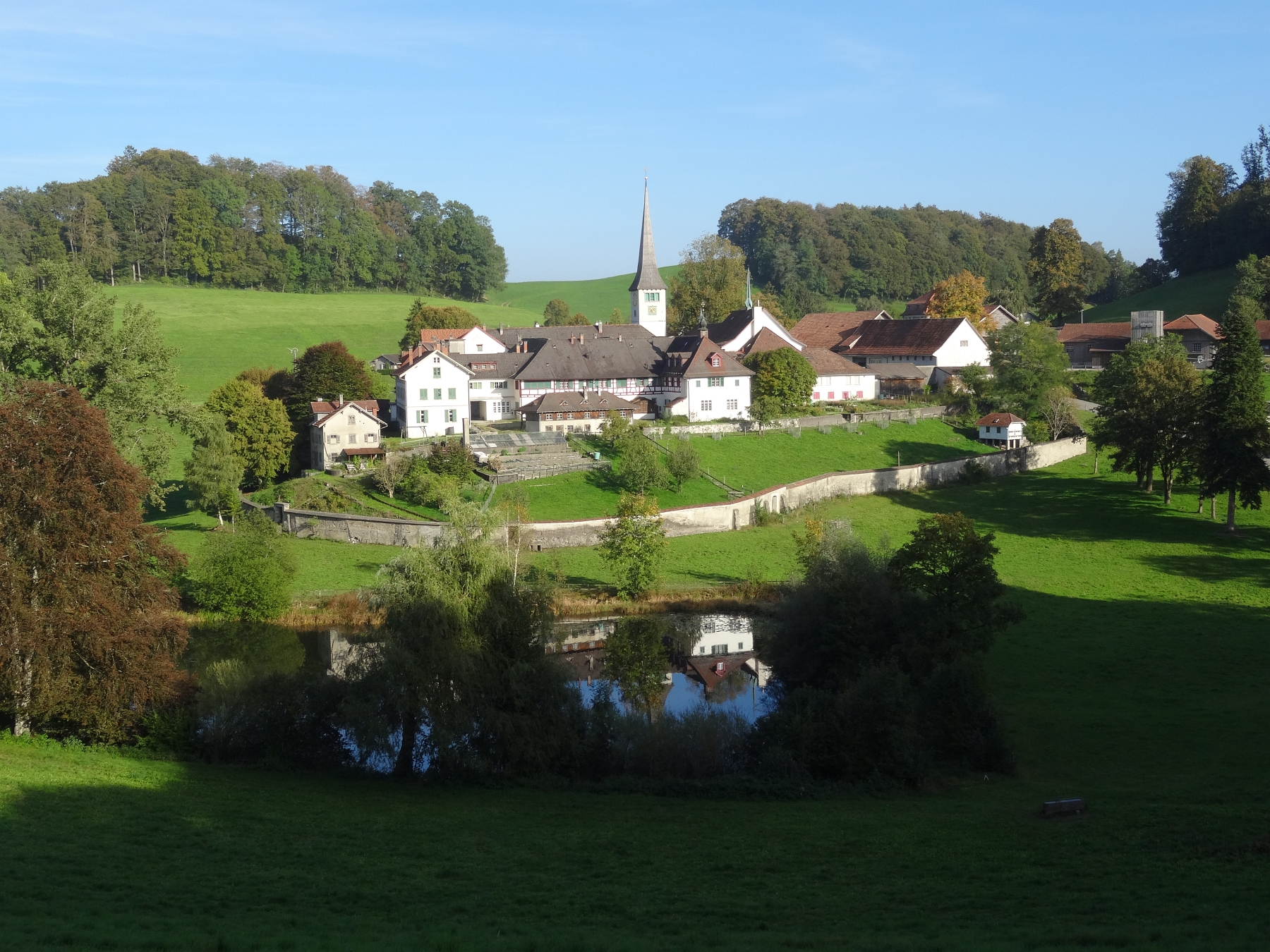
Kloster Magdenau, 2023

Maria Josepha Barbara Ochsner (* 1689; heimatberechtigt in Rorschach; † 29. Juli 1777 im Kloster Magdenau, Fürstabtei St. Gallen) war eine Schweizer Äbtissin.

## Leben
Maria Josepha Barbara Ochsner legte 1705 ihre Profess im Zisterzienserinnenkloster Magdenau in der Grafschaft Toggenburg ab. Sie wurde 1730 Priorin und 1744 Kellnerin. Zwei Jahre später wurde sie zur Äbtissin gewählt. Der Generalabt von Cîteaux und das Generalkapitel der Zisterzienser (1768) bestätigten ihre Wahl.
Ochsner veranlasste eine umfangreiche Bautätigkeit. Die Innenrenovation der Klosterkirche und die Errichtung sowie Erneuerung zahlreicher Ökonomiegebäude erfolgten unter ihrer Leitung. Das Kloster erhielt eine Küferwerkstatt und eine Mühle. Mit der Einführung der strengen Klausur konnte sie 1754 zur Beilegung des langjährigen Klausurstreits beitragen.
Maria Josepha Barbara Ochsner starb am 29. Juli 1777. Nachfolgerin wurde Verena Müller.

## Belege
1. 1 2 3  Franz Xaver Bischof: Maria Josepha Barbara Ochsner. In: Historisches Lexikon der Schweiz.  20. August 2009.
2. ↑  Magdenau/Äbtissinnen. In: zisterzienserlexikon.de. 23. September 2021.

| Personendaten    | Personendaten                           |
| ---------------- | --------------------------------------- |
| NAME             | Ochsner, Maria Josepha Barbara          |
| KURZBESCHREIBUNG | Schweizer Äbtissin                      |
| GEBURTSDATUM     | 1689                                    |
| STERBEDATUM      | 29. Juli 1777                           |
| STERBEORT        | Kloster Magdenau, Fürstabtei St. Gallen |